# Mendoncia albiflora
Mendoncia albiflora är en akantusväxtart som beskrevs av Emery Clarence Leonard. Mendoncia albiflora ingår i släktet Mendoncia och familjen akantusväxter. Inga underarter finns listade i Catalogue of Life.